# Орловка (Сергиевский район)
 Орловка — село в Сергиевском районе Самарской области в составе сельского поселения Черновка. 

## География
Находится на расстоянии примерно 32 километра по прямой на юго-запад от районного центра села Сергиевск.

## История
Село основано переселенцами из Орловской губернии примерно в первой половине XVIII века. .

## Население
Постоянное население составляло 101 человек (русские 37%, казахи 61%) в 2002 году, 91 в 2010 году.